# Vendiamorpha
Los vendiamorfos (Vendiamorpha) son un grupo de organismos extintos, probablemente animales, que formaron parte de la Biota de Ediacara. Poseían cuerpo ovalado o redondo dividido por segmentos llamados isómeros, los cuales iban en dos filas, lo que se ha denominado 'simetría de la reflexión de planeo'. Por lo general, los dos primeros o más grandes isómeros se fusionan para formar una estructura parecida a un protector de cabeza, lo que hace que algunos investigadores los consideren originalmente ancestrales o relacionados con los artrópodos, lo que actualmente no tiene mayor respaldo y se clasifican en Proarticulata.
No poseían boca, sin embargo, se cree que algunos géneros mostrarían un sistema digestivo-distributivo.

## Galería

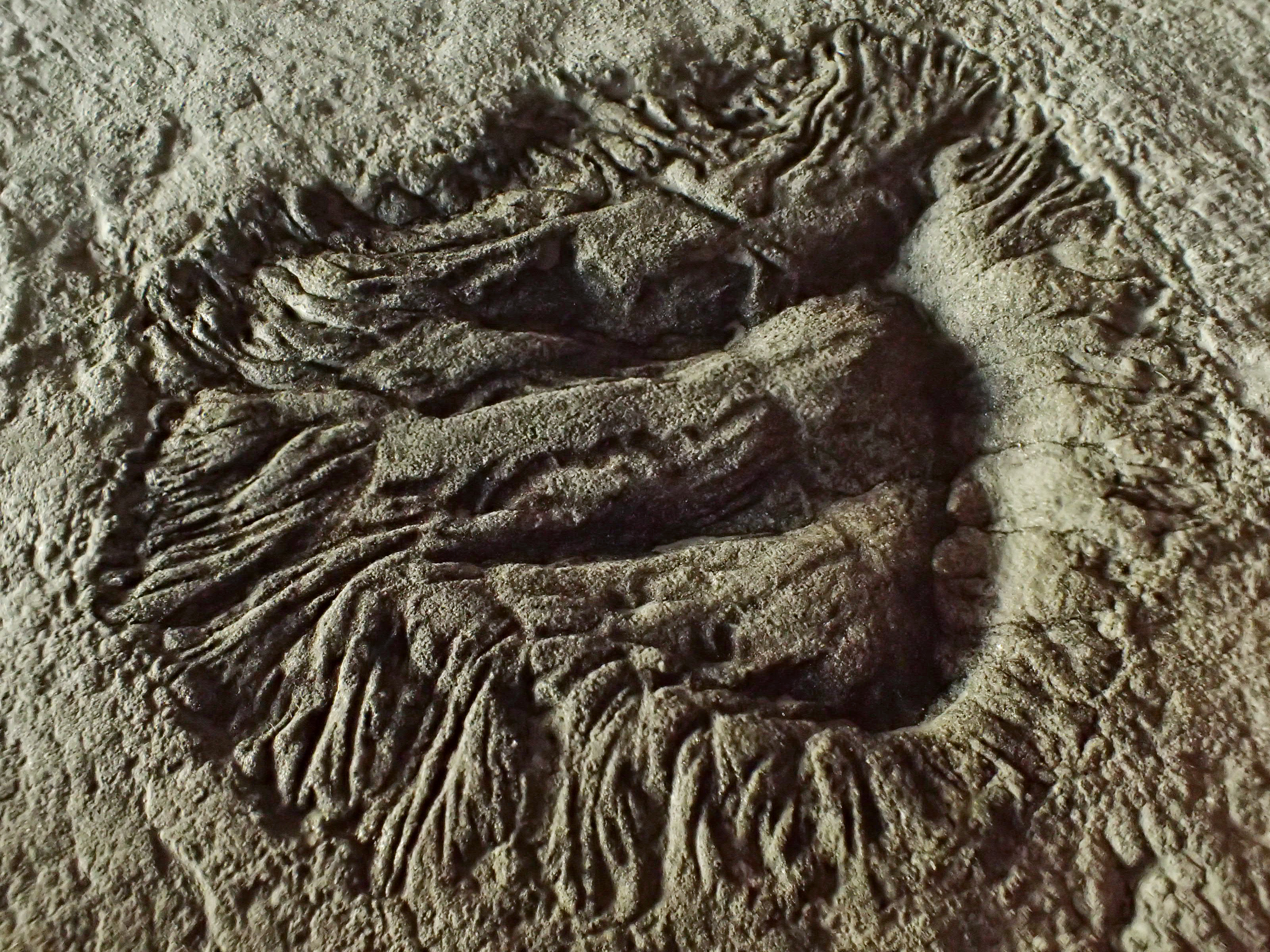
Kharakhtia
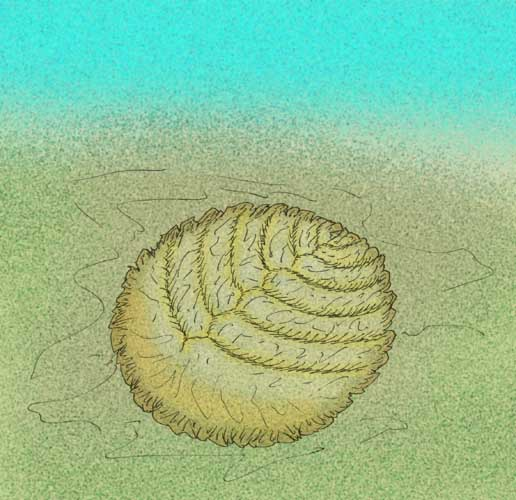
Kharakhtia